# إعادة ترتيب فريتش-بوتنبرغ-فيتشل
إعادة ترتيب فريتش-بوتنبرغ-فيتشل (Fritsch–Buttenberg–Wiechell rearrangement) هو تفاعل كيميائي حيث يعاد ترتيب 1,1-دايأريل-2-بروموألكين إلى 2,1- دايأريل-2-بروموألكين بواسطة قاعدة قوية مثل الألكوكسيد.

## آلية التفاعل
تقوم القاعدة القوية بنزع البروتونات من الهيدروجين الفاينيلي، والذي بعد حذف ألفا يتكون كربين. تحدث هجرة من 2,1-أريل لتكوين النواتج المطلوبة,2,1-دايأريل-ألكاين.